# Cineplexx Blue Devils 2024
Questa voce raccoglie le informazioni riguardanti i Cineplexx Blue Devils nelle competizioni ufficiali della stagione 2024.

## AFL - Division I 2024

### Stagione regolare
| Ragnitz 6 aprile 2024, ore 14:00 1ª giornata | Styrian Reavers | 19 – 28 (3-0 9-7 0-8 7-13) referto | Cineplexx Blue Devils | Solution Point Arena |

| Hohenems 21 aprile 2024, ore 14:00 2ª giornata | Cineplexx Blue Devils | 7 – 0 (0-0 0-0 0-0 7-0) referto | Carinthian Lions | Stadion Herrenried |

| Hohenems 28 aprile 2024, ore 11:00 3ª giornata | Cineplexx Blue Devils | 7 – 25 (0-0 0-13 7-6 0-6) referto | Red Tigers | Stadion Herrenried |

| Hohenems 12 maggio 2024, ore 14:00 4ª giornata | Cineplexx Blue Devils | 20 – 28 (6-14 8-14 0-0 6-0) referto | Styrian Bears | Stadion Herrenried |

| Amstetten 19 maggio 2024, ore 14:00 5ª giornata | Amstetten Thunder | 26 – 6 (14-0 6-0 0-6 6-0) referto | Cineplexx Blue Devils | Umdasch Stadion |

| Ottakring 1º giugno 2024, ore 16:00 6ª giornata | Vienna Knights | 17 – 24 (0-0 0-10 3-14 14-0) referto | Cineplexx Blue Devils | Redstarplatz |

| Hohenems 16 giugno 2024, ore 13:00 8ª giornata | Cineplexx Blue Devils | 42 – 3 referto | Traun Steelsharks | Stadion Herrenried |

| Székesfehérvár 22 giugno 2024, ore 15:00 9ª giornata | Fehérvár Enthroners 2 | 37 – 22 (14-3 10-13 13-0 0-6) referto | Cineplexx Blue Devils | FIRST Field |

## Statistiche di squadra
| Competizione      | %Vittorie | In casa | In casa | In casa | In casa | In casa | In casa | In trasferta | In trasferta | In trasferta | In trasferta | In trasferta | In trasferta | Totale | Totale | Totale | Totale | Totale | Totale |
| Competizione      | %Vittorie | G       | V       | N       | P       | Pf      | Ps      | G            | V            | N            | P            | Pf           | Ps           | G      | V      | N      | P      | Pf     | Ps     |
| ----------------- | --------- | ------- | ------- | ------- | ------- | ------- | ------- | ------------ | ------------ | ------------ | ------------ | ------------ | ------------ | ------ | ------ | ------ | ------ | ------ | ------ |
| Stagione regolare | .500      | 4       | 2       | 0       | 2       | 76      | 56      | 4            | 2            | 0            | 2            | 80           | 99           | 8      | 4      | 0      | 4      | 156    | 155    |
| Totale            | .500      | 4       | 2       | 0       | 2       | 76      | 56      | 4            | 2            | 0            | 2            | 80           | 99           | 8      | 4      | 0      | 4      | 156    | 155    |